# 若尔尼
若尔尼（法語：Jaulny，法語發音：[ʒo(l)ni]）是法国默尔特-摩泽尔省的一个市镇，属于图勒区。

## 地理
若尔尼（48°58'15"N, 5°53'13"E）面积8.25 平方千米，位于法国大東部大區默尔特-摩泽尔省，该省份为法国东北部内陆省份，是洛林的一部分，北邻比利时、卢森堡，北起顺时针与摩泽尔省、下莱茵省、孚日省和默兹省接壤。
与若尔尼接壤的市镇（或旧市镇、城区）包括：沙雷、普雷尼、马德河畔朗贝库尔、蒂欧库尔-勒涅维尔、维耶维尔昂艾、克萨姆。
若尔尼的时区为UTC+01:00、UTC+02:00（夏令时）。

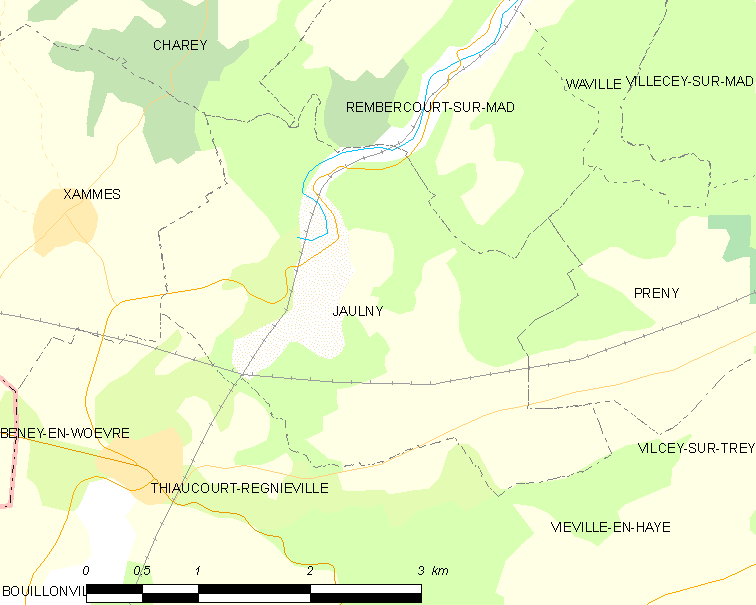
若尔尼的OSM定位图

## 行政
若尔尼的邮政编码为54470，INSEE市镇编码为54275。

## 政治
若尔尼所属的省级选区为北图卢瓦县。

## 人口

1962-2008年间若尔尼人口变化图示

若尔尼于2022年1月1日时的人口数量为200人。